# Aloys von Kaunitz-Rietberg
Aloys Wenzel Dominik von Kaunitz-Rietberg (Vienna, 19 giugno 1774 – Parigi, 15 novembre 1848) è stato un diplomatico e principe austriaco.
Ultimo della dinastia dei conti di Rietberg, morì in esilio dopo esservi stato condannato a seguito di abusi sessuali commessi a danno di 200 ragazze della compagnia di ballo del Theater an der Wien nel primo decennio dell'Ottocento.

## Biografia

### I primi anni e la carriera diplomatica

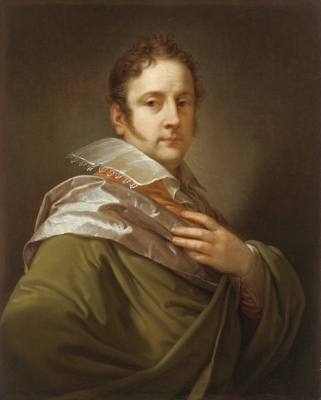
Il principe Aloys von Kaunitz-Rietberg in un ritratto di Giovanni Battista Lampi.

Figlio di Dominik Andreas von Kaunitz-Rietberg-Questenberg e di sua moglie Bernardine von Plettenberg-Wittem, Aloys nacque a Vienna nel 1774. Suo nonno fu il celebre cancelliere imperiale e riformatore Wenzel Anton von Kaunitz-Rietberg.
Nel 1795 divenne membro del Reichshofrat e poco dopo entrò nel servizio diplomatico dell'impero austriaco. Von Kaunitz divenne ambasciatore dapprima a Dresda, poi a Copenaghen (1801-1804) ed infine a Napoli (1805-1807).
Dopo la morte del padre nel 1812 ne ereditò i beni ed i titoli. Procedette subito con la vendita del feudo di Bečov che suo padre aveva ereditato dai Questenberg per pagare i pesanti debiti contratti, come pure affittò gran parte dei beni della contea di Rietberg ai principi del Liechtenstein che erano creditori della sua famiglia da diverso tempo.
Dal 1815 al 1817 von Kaunitz fu inviato a Madrid e poi presso la Santa Sede dal 1817 al 1820. Durante il periodo della sua missione diplomatica in Spagna il conte di Rietberg, che era una persona colta per la sua epoca, amante dell'arte e della musica, prese contatti col pittore Francisco Goya dal quale si fece fare un ritratto, acquistando da lui altre opere come L'arrotino e L'acquaiola. Giunto a Roma, si fece realizzare un ritratto da Giovanni Battista Lampi e sempre nella città eterna incontrò Paganini del quale divenne amico dopo che quest'ultimo ebbe tenuto un concerto nella sua casa nel 1819. A Roma conobbe anche il celebre pittore francese Jean-Auguste-Dominique Ingres che ritrasse al pianoforte le sue tre figlie.

### Il processo

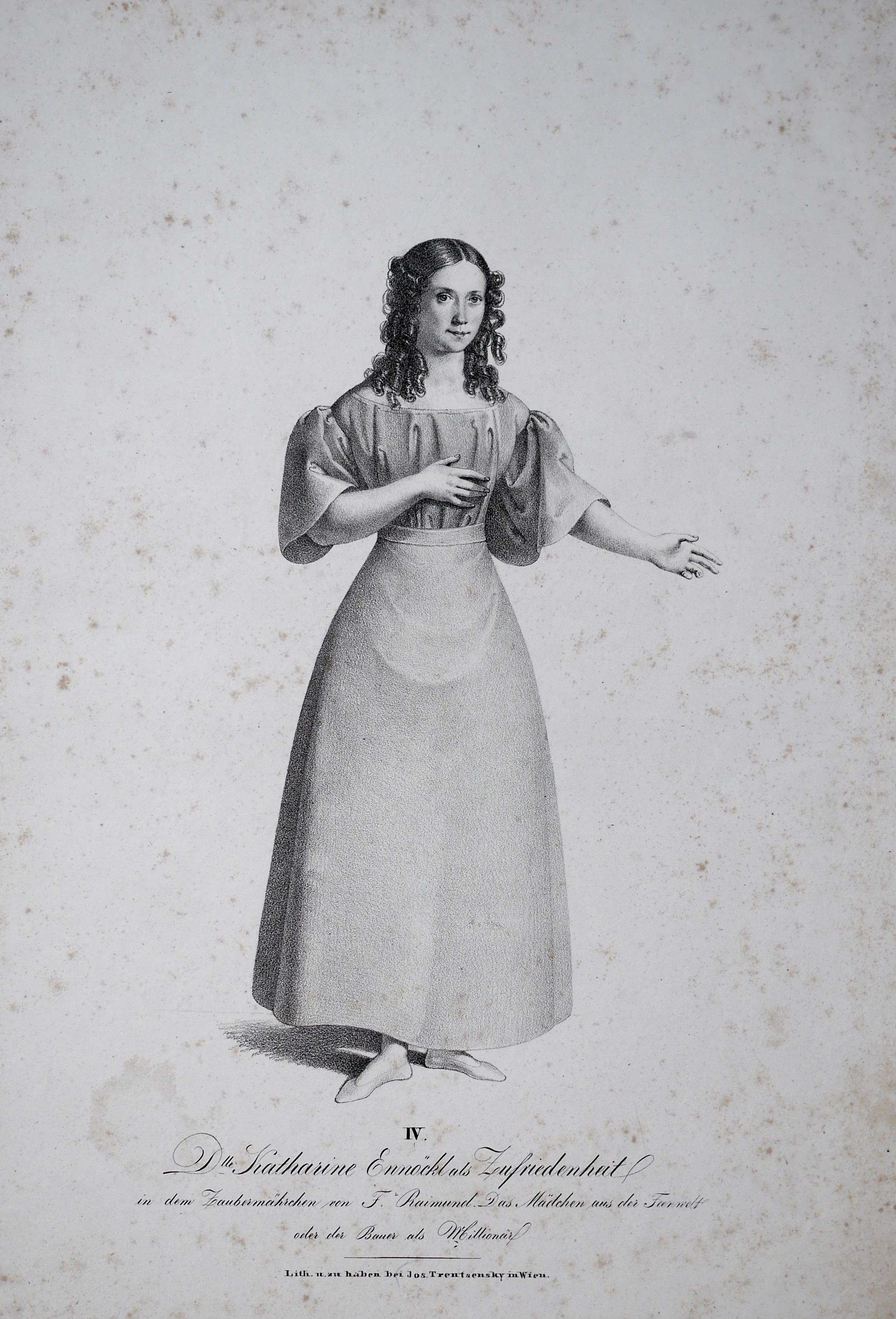
L'attrice Katharina Ennöckl fu la principale accusatrice del principe di Kaunitz-Rietberg

Nel luglio 1822 il conte von Kaunitz venne tratto in arresto dal suo palazzo sulla Dorotheergasse e portato davanti alla corte di giustizia per una serie di accuse che spaziavano dallo stupro allo sfruttamento della prostituzione. Le indagini erano partite forse dal caso dell'attrice Katharina Ennöckl che si venne impiegata come lettrice presso il von Kaunitz dal 1808 al 1813 ma che poi si vide costretta a lasciare l'impiego quando lo stesso conte le chiese dei favori sessuali. Secondo quanto emerso dalle indagini, il conte avrebbe abusato nella sua "carriera" di più di 200 ragazze, di cui molte minorenni, tra gli anni 1811 e 1814. Data però la natura "particolare" dell'accusato, non venne immediatamente incarcerato ma venne tenuto presso la casa del giudice, sorvegliato a vista da un agente di polizia. Subito dopo l'arresto, suo cognato, il principe di Metternich, cancelliere imperiale, presentò un'istanza di rilascio dagli arresti domiciliari in attesa di ulteriori indagini che potessero comprovare o smentire le accuse rivoltegli. Lo stesso imperatore Francesco I accolse positivamente la richiesta del principe di Metternich, ma chiese alle autorità di agire secondo giustizia.
Il processo durò dall'8 giugno al 10 settembre 1822. Kaunitz accettò di collaborare con le autorità, disse, "unicamente per difendersi e lavare l'onta affibbiatagli", ma non mancò di sottolineare non solo il suo alto status, ma si lamentò anche del fatto che i testimoni e le presunte vittime di abusi fossero di "bassa estrazione" e quindi non attendibili. Emerse che molte delle ragazze che si portavano al tribunale a testimoniare contro il conte, provenivano tutte dalla compagnia di ballo di Friedrich Horschelt che si esibiva al Theater an der Wien, la quale fu immediatamente sciolta. Alle accuse delle ragazze, si aggiunsero le segnalazioni giunte a corte già dal 1816 da parte di José Miguel de Carvajal-Vargas, principe di San Carlos, ex ambasciatore spagnolo a Vienna, il quale aveva segnalato un comportamento ambiguo del principe quando questi si trovava a Madrid. Le accuse a carico del Kaunitz si rivelarono quindi tutte fondate e nel 1823 venne bandito dall'imperatore dalla corte e da Vienna, venendo confinato nella sua tenuta di Brno, in Moravia, dove comunque continuò a commettere altri abusi. L'atto processuale rimase secretato per oltre un secolo dalle autorità austriache.

### Gli ultimi anni
Il von Kaunitz trascorse gli ultimi suoi anni di vita rispettando il decreto di esilio, ma non mancò di viaggiare in Europa. Morì a Parigi nel 1848. Con lui si estinse anche la casata dei conti di Rietberg. I diritti feudali vennero assunti dallo stato prussiano che aveva occupato l'area, mentre il titolo nobiliare passò ai principi di Liechtenstein che si dichiararono così soddisfatti nel pagamento dei debiti che i Kaunitz dovevano loro da tempo. Ancora oggi, infatti, i principi di Liechtenstein hanno il titolo di conte di Rietberg (dal 1993 spetta a tutti i membri del Casato di Liechtenstein).

## Matrimonio e figli

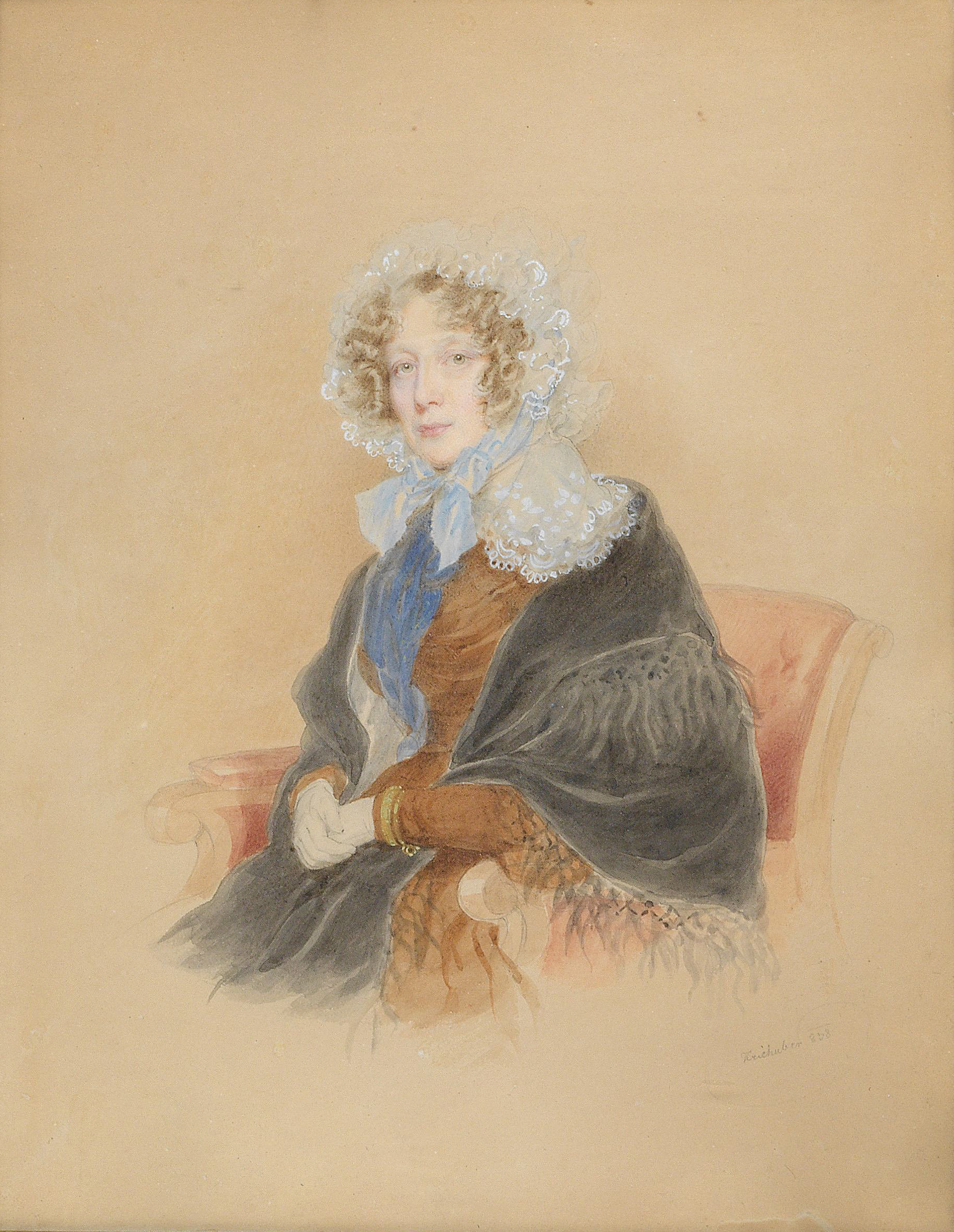
La principessa Franziska Ungnad von Weissenwolf

Nel 1798 sposò la contessa Franziska Ungnad von Weissenwolf, matrimonio dal quale nacquero quattro figlie. Il matrimonio fu ad ogni modo infelice e i due coniugi vissero perlopiù separatamente. Le figlie furono:
- Teresa (1800-1801)
- Karolína Leopoldina (1801–1875), dama di palazzo, dama dell'Ordine della Croce Stellata, sposò in prime nozze nel 1831 Antonín Gundakar, conte di Starhemberg (1776–1842), maggior generale; in seconde nozze sposò nel 1860 Il principe Pierre d'Arenberg (1790-1877), Duca-Pari di Francia (fondatore di un ramo francese della famiglia)
- Leopoldina Dominika (1803–1888), dama di palazzo, dama dell'Ordine della Croce Stellata, sposò nel 1820 il principe Antonín Karel (Antal Károly) Pálffy de Erdőd (1793–1879), ambasciatore nel Granducato di Baden ed in Sassonia
- Ferdinandina Karolína (1805–1862), sposò nel 1822 il conte Ludvík (Lájos) Károlyi di Nagykároly (1799–1863), membro del consiglio segreto imperiale, ciambellano e sindaco di Nitra